# Edi Finger
Eduard „Edi“ Finger senior (auch als Ing. Edi Finger bekannt; * 29. Jänner 1924 in Klagenfurt; † 12. April 1989 in Mödling) war ein österreichischer Sportjournalist, Fußball- und allgemeiner Sportkommentator.

## Leben

### Herkunft und Ausbildung
Eduard „Edi“ Finger wurde 1924 als unehelicher Sohn von Josef Gottfried Finger (* 13. August 1902 in Zigguln) und der Hausgehilfin Josefa bzw. Josefine Wieser (* 17. März 1901 in Großbuch bei Wölfnitz) in einfache Verhältnisse voller Entbehrungen und Hunger hineingeboren. Die Eltern hatten erst am 31. März 1928 geheiratet. Der Vater war „ausgesteuerter“ Gelegenheitsarbeiter, manchmal als Maurer, manchmal als Bauleiter beschäftigt. In der Zwischenkriegszeit des Austrofaschismus galt Josef Gottfried Finger als politisch unzuverlässig und bekam daher nicht einmal beim Bau der Großglockner-Hochalpenstraße, wo tausende Arbeiter gebraucht wurden, Beschäftigung. Als Hauptverdienerin musste damit die Mutter Josefine Finger die Familie ernähren. Für das Auf-dem-Kopf-Schleppen von schweren Mörtelbehältern bekam sie einen Wochenlohn von 15 Schilling. Trotz des kargen Familieneinkommens schickten die Eltern ihren Sohn Edi nach Beendigung der Pflichtschule an die Höhere Bundesgewerbeschule in Klagenfurt, Fachrichtung Elektrotechnik, an der er 1943, mitten im Zweiten Weltkrieg, maturierte. Sein Vater Josef Gottfried, ein bekennender Gegner der nationalsozialistischen Diktatur, kam im Winter 1942 mit einer Nierenentzündung in ein Spital in Graz, wo er, gerade erst 39-jährig, am darauffolgenden Tag verstarb.
Edi Finger übersiedelte nach Wien und schrieb sich an der Technischen Hochschule (TH Wien) ein. Darüber, ab wann und wie lange er an der TH Wien studierte, gehen die Quellen auseinander: Während nach dem von Ackerl/Weissensteiner 1992 veröffentlichten Personenlexikon Finger gleich nach Abschluss der Bundesgewerbeschule in Klagenfurt vier Semester an der TH in Wien studierte und danach zurück nach Klagenfurt ging, um dort dann als Sportjournalist bei Kärntner Zeitungen zu schreiben, so verortet hingegen Gernot W. K. Aglas in seiner Edi-Finger-Biografie diese Zeit mit nur zwei Semestern und erst nach 1946 im besetzten Nachkriegsösterreich.

### Torhüter, Kriegsdienst und Nachkriegszeit
Seine Freizeit verbrachte Finger beim leidenschaftlichen Fußballspielen. In der Nachwuchsmannschaft des SK Austria Klagenfurt war er Tormann. Durch einen gegnerischen Angriff erlitt er im Jahr 1942 einen Kreuzband- und einen Meniskusriss sowie eine Überdehnung des Seitenbandes. Das bedeutete für ihn das Ende der gerade begonnenen Torhüter-Karriere.
Der Einstieg in die „schreibende“ Zunft der Sportjournalisten tat sich für Finger durch Ferdinand Lube auf, den damaligen Sportklubjugendleiter, der für die Kleine Zeitung Sportberichte schrieb. Bevor Lube in die Wehrmacht eingezogen wurde, hatte er als seinen Nachfolger Edi Finger vorgeschlagen, der zu dieser Zeit bei der Bergwerksunion gearbeitet hat. Finger wurde denunziert: „Wenn der Vater Kommunist war, dann kann es mit dem Sohn auch nicht weit her sein!“ (zitiert nach Aglas, 2018) und wurde trotz seiner Fußballverletzung zum Kriegsdienst eingezogen. Nach eigenen Angaben stellte er sich „dem ‚braven Soldaten Schwejk‘ gleich derart dumm und ungeschickt an“ (Aglas, 2018), sodass er aus den letzten Kriegsmonaten einigermaßen heil und unversehrt zurückkehrte.
Nach seinen ersten print-journalistischen Versuchen bei der Kleinen Zeitung wurde Finger, zurück im heimatlichen Klagenfurt, von Roman Ritter, einem ehemaligen Fußballer, der mit Genehmigung der britischen Besatzungsmacht 1945 die Kärntner Illustrierten gegründet hatte, das Sportressort übertragen. In dieser Zeit war er auch bei den Roten Falken engagiert.

### Der Sportjournalist, der zum „Ing. Edi Finger“ wurde
Irgendwann in den Jahren nach der Matura wurde ihm die nach drei Jahren einschlägiger Berufsausübung zustehende Standesbezeichnung Ingenieur verliehen. (Über die Verleihung selbst sowie das Verleihungsjahr sind keine Quellen auffindbar; denkmöglich wäre auch eine Verleihung ehrenhalber oder aber eine gesellschaftliche Praxis, Edi Finger aufgrund seiner technischen Ausbildung mit Ingenieur anzureden und seinem Namen den Titel Ing. voranzustellen.)
Im Jahr 1946 installierten die British Forces of Occupation in Austria (British Troops Austria) die Sendergruppe Alpenland (siehe Britische Zone sowie die vielfältige Radiolandschaft 1945 bis 1955) und suchten dafür in einem Auswahlverfahren im alten Klagenfurter Stadion begabte Jungsportreporter. Finger, der sich dorthin begeben hatte, um sich zu bewerben, fand sich als Konkurrent von arbeitslosen Schauspielern, älteren Journalistenkollegen und Kriegsveteranen umgeben. Gerdi Springer, ein früherer Eishockeyspieler in der österreichischen Nationalmannschaft und nachmalig bekannter Fußballtrainer, ermunterte Finger zu bleiben. Für fünf Minuten wurde er dann zum Kommentator des Spiels Waidmannsdorf gegen Annabichl (Annabichler Sportverein, ASV) und wurde zum Einspringer ernannt, wenn er irgendwann gebraucht würde. Zwei Monate später wurde Finger vom zuständigen britischen Offizier zu den Skimeisterschaften Mallnitz beordert, um dort die erste Übertragung des Senders Alpenland zu kommentieren. Damit begann seine 42-jährige Sportreporterkarriere mit dem Mikrofon als seinem Arbeitswerkzeug in der Hand.
1951 übersiedelte Finger als hauptberuflicher Reporter in die Bundeshauptstadt Wien. Zuerst wurde er Leiter der Radio-Sportabteilung bei der RAVAG, der indirekten Vorläuferin des Österreichischen Rundfunks; zwischen 1954 und 1964 war er erster TV-Reporter und TV-Sportchef und hat die Sportabteilung aufgebaut sowie die ersten TV-Sport-Direktübertragungen moderiert: Am 15. April 1956 kommentierte Finger, der bald schon zur Marke Edi Finger bzw. Ing. Edi Finger geworden war, die erste Fernsehliveübertragung von einem Fußballspiel, als Brasilien in Wien die Gastgeber mit 3:2 besiegte. Er berichtete von diesem Ereignis, dass er „tiefgeduckt auf dem grünen Rasen hockte“, um nur ja nicht „der Kamera in die Quere zu kommen.“ Ab 1967 war Finger Leiter der ORF-Hörfunk-Sportredaktion.
Im Februar 1975 startete im Hauptabendprogramm von FS1 des Österreichischen Rundfunks (ORF) die Livesendung Sport am Montag, in der über Hintergründe abseits des aktuellen Tagesgeschehens berichtet wurde. Präsentiert wurde die Sendung von Beginn an von Edi Finger. 1976 emotionalisierte er mit seiner Livereportage von Franz Klammers Olympiasieg im Abfahrtslauf in Innsbruck. Im selben Jahr durfte er erstmals ein Fußballländerspiel in Florenz kommentieren. Seine Liebe blieb jedoch, trotz des zunehmenden Fernsehens, der Rundfunk. Bis 1987 war er Sportchef beim ORF-Hörfunk und wurde zur Radiolegende. Er kommentierte, „was ihm vors Mikrofon kam“ (Nikolaus Scholz in Ö1, 2003). Darunter Boxkämpfe, Eishockeymeisterschaften, Radrennen und Formel-1-Rennen; vor allem aber waren es die Fußballspiele. Wo immer ein vom Radio übertragenes Sportereignis in Österreich stattfand, war der Ing. Edi Finger am Mikrofon, die von ihm als Kommentator begleiteten Sportgrößen lesen sich wie das zeitgeschichtliche Who’s Who des österreichischen Sports:

„Und er war wirklich überall dabei. Die großen Sportler-Karrieren eines Anderl Molterer, Toni Sailer, Karl Schranz, Annemarie Moser-Pröll, Christl Haas, Franz Klammer, Toni Innauer (allesamt Wintersport), Jochen Rindt (mit ihm führte er übrigens das letzte Interview vor dessen tragischem Unfalltod 1970), Niki Lauda und Gerhard Berger (Formel 1), bis hin zu den Fußballern wie Ernst Happel, Gerhard Hanappi, die Gebrüder Robert und Alfred Körner, Walter Zeman, Ernst Ocwirk, Ernst Stojaspal, Herbert Prohaska, Hans Krankl und so weiter begleitete Finger mit seinen unvergleichlichen Reportagen.“

Wann immer ein Fußballspiel gleichzeitig im Radio und im Fernsehen übertragen wurde, schalteten viele Österreicher den Fernseher ein, den Fernsehton aus und den Radioapparat an – damit kommentierte Edi Finger aus den Radiolautsprechern, wie auch am 21. Juni 1978 in Córdoba. Auch im süddeutschen Raum hatte Finger schon weiland einen gewissen Bekanntheitsgrad erreicht: Viele Zuschauer bevorzugten dort ebenfalls die Fernsehberichterstattung, in diesem Fall die des deutschen Fernsehens, mit der Radioreportage des österreichischen ORF zu untermalen – und sei es nur darum, um der oft als schal angesehenen deutschen Kommentatorenriege zu entgehen. Dies führte schließlich dazu, dass die Feuilleton-Redaktion der Münchener Boulevardzeitung tz Finger eine „tz-Rose“ für seine Reportage verlieh.
Mit Heribert Meisel zählte Edi Finger senior in den 1950er und 1960er Jahren zu den zwei beliebtesten österreichischen Fußballreportern. (Nikolaus Scholz in Ö1, 2003.)

### Córdoba 1978 und die Nachwirkungen
Berühmtheit erlangte Finger mit seiner Radioreportage des Weltmeisterschaftsspiels zwischen Deutschland und Österreich (2:3) im Stadion „Chateau Carreras“ im argentinischen Córdoba, als „Córdoba 1978“ in die österreichische Fußballgeschichte eingegangen. Zunächst hatte er, so Kai Schächtele in der Financial Times Deutschland (2008), keine Lust, dieses Spiel zu kommentieren. Deutschland hätte allenfalls mit einem 5:0-Sieg ins Finale kommen können („Fünf Tore gegen Österreich, warum sollte uns das nicht gelingen?“, so Hermann Neuberger, der damalige Präsident des Deutschen Fußball-Bundes, vor dem Spiel). Für die österreichische Elf ging es nur mehr um die Ehre. Deshalb hatte sich Finger ursprünglich entschlossen, an dem Tag in Buenos Aires zu bleiben. Am Tag vor dem Spiel entschied er sich, seinem Bauchgefühl folgend, doch nach Córdoba zu reisen: „‚Der Papa hatte oft einen siebten Sinn‘, sagt sein Sohn heute. ‚Er hat manchmal Dinge im Unterbewusstsein vorhergesehen, die dann wirklich passiert sind.‘“ (Edi Finger junior, 2008).
Mit seiner Reportage, insbesondere mit seinem mit sich überschlagender Stimme ausgerufenen „Tooor, Tooor, Tooor, […] I wear narrisch!“ beim Siegestor der Österreicher durch Hans Krankl, wurde der bekannte Reporter am nächsten Tag zum Star, Fingers emotional geführte Spielkommentierung bekam in ihren Schlüsselpassagen Kultstatus. Seine Biografie wurde ein ausverkaufter Bestseller, die Langspielplatte Edi Finger live: Fußball WM 78 wurde mehr als 50 000 Mal verkauft. „I wear narrisch“ tönt als Klingelton aus Handys, der Satz findet sich auf T-Shirts, Schlüsselanhängern und Tassen, Werbeleute bedienen sich des Ausrufs ebenfalls. Nach einer Zivilklage von Edi Fingers Witwe und Alleinerbin Anni Finger, die gemeinsam mit ihrer Tochter Sissy um das Jahr 2012 beginnend auf Unterlassung der „widerrechtlichen akustischen Verwendung“ des Jubelschreis sowie auf Rechnungslegung und Bezahlung des sich daraus ergebenden Betrags begehrt hatte, wurde diese Thematik bis zum österreichischen Obersten Gerichtshof (OGH) hinauf durchjudiziert. Anni Finger verlor in allen Gerichtsinstanzen.
Der Name Edi Finger ist in Österreich im Rang von Sachertorte und Mozartkugel zur Marke geworden, kaum ein Kind, das „I wear narrisch“ nicht kennt. Beginnend ein paar Wochen vor der Europameisterschaft 2008, wurde eine gleichlautende CD verkauft, an der Edi Finger junior entscheidend mitgewirkt hat.
Ein Auszug aus der Reportage:

„Da kommt Krankl […] in den Strafraum – Schuss … Tooor, Tooor, Tooor, Tooor, Tooor, Tooor! I wer’ narrisch! Krankl schießt ein – 3:2 für Österreich! Meine Damen und Herren, wir fallen uns um den Hals; der Kollege Riepl, der Diplom-Ingenieur Posch – wir busseln uns ab. 3:2 für Österreich durch ein großartiges Tor unseres Krankl. Er hat olles überspielt, meine Damen und Herren. Und wartens noch ein bisserl, wartens no a bisserl; dann können wir uns vielleicht ein Vierterl genehmigen. […] Jetzt hammas gschlagn! […] Noch einmal Deutschland am Ball. Eine Möglichkeit für Abramczik. Und!? Daneeeeben! Also der Abraaaamczik – obbusseln möcht i den Abramczik dafür. Jetzt hat er uns gehooolfn. Allein vor dem Tor stehend. Der braaave Abramczik hot daneben gschossn. Der Orme wird si ärgern. […] Und jetzt ist auuus! Ende! Schluss! Vorbei! Aus! Deutschland geschlagen!“

Ein paar Meter von Finger entfernt kommentierte der deutsche Reporter Armin Hauffe das Spiel. Er beendete seine Übertragung „trocken“:

„Deutschland unterliegt Österreich mit zwei zu drei. Es war ein schwaches Länderspiel hier aus Córdoba. Tja.“

Im Jahr danach, 1979, produzierte Ror Wolf als Autor und Regisseur für den Hessischen Rundfunk ein Hörspiel. Seine Radio-Collage Cordoba Juni 13:45 Uhr gestaltete er aus den O-Tönen der österreichischen (Edi Finger) und deutschen (Armin Hauffe) Radioübertragungen. Daniel Meuren resümiert in der Frankfurter Allgemeinen im Jahr 2008 zu Wolfs Collage:

„Wolf seziert die Reportagen aus dem deutschen und österreichischen Radio so fein, dass er die Grundlage für die Entstehung des österreichischen Cordoba-Mythos verdeutlicht. Ein Spiel, in dem es sportlich um nahezu nichts mehr ging, ist für eine ganze Nation zur verklärten Legende geworden, weil in Wahrheit nicht elf Österreicher elf Deutsche mit 3:2 bezwungen haben, sondern weil Edi Finger das Duell der Radio-Reporter [Edi Finger und Armin Hauffe] auf einzigartige Weise für sich entschied.“

### Das letzte Jahrzehnt
Wenige Monate nach „Córdoba“ erlitt er im Jahr 1979 einen Herzinfarkt. Daraufhin zog er sich zurück und gab keine Liveberichte mehr. Acht Jahre später, nachdem er einen Zieleinlauf beim Wien-Marathon kommentiert hatte, folgte der zweite Herzinfarkt. Der dritte Herzinfarkt am 12. April 1989 hatte tödliche Folgen, Edi Finger verstarb im Landesklinikum Mödling bzw. laut anderen Angaben fälschlicherweise in seinem Zuhause in Maria Enzersdorf.

### Familie
Edi Finger senior war ab 9. Oktober 1948 standesamtlich mit Anna Maria (geborene Begusch) verheiratet. Die kirchliche Trauung fand am selben Tage im Klagenfurter Dom statt. Sie lernten einander im Sommer 1946 im Klagenfurter Lorettobad kennen und hatten zwei gemeinsame Kinder: Der Sohn Edi Finger junior (1949–2021) wurde wie der Vater Sportjournalist, Sportreporter und -kommentator beim ORF. Die um sieben Jahre jüngere Tochter Elisabeth „Sissy“, geborene Finger (1956–2021); Ehe mit dem uruguayischen Fußballer Carlos Alberto Sintas, war Journalistin (ehemals beim Börsenkurier in Wien) und war als Regisseurin tätig. Beide Kinder hat „Papa“, wie sie den Vater nannten, schon frühzeitig immer wieder ins Wiener Rundfunkhaus mitgenommen. Edi junior war bereits als Zweijähriger, im Studio auf dem Schoß des Vaters sitzend, im ORF bekannt. Sissy saß ebenfalls bei Reportagen immer neben dem Vater, später half sie ihm, wenn er etwas nicht genau gesehen hatte, wie zum Beispiel welcher Radfahrer als erster über die Ziellinie gefahren ist. Edi Finger senior legte großen Wert darauf, dass die ganze Familie zu den Übertragungen mitkam. Auch bei der Reportage der Formel-1-Rennen war die Tochter Sissy regelmäßig dabei, wie diese sich anlässlich der Eröffnung einer Ausstellung über Jochen Rindt im September 2010 erinnerte.

## Ehrung
Im Oktober 2006 wurde im Wiener Gemeinderatsausschuss für Kultur die Benennung einer Straße in einem Stadtentwicklungsgebiet in Wien-Stammersdorf (im 21. Bezirk) nach Edi Finger beschlossen. Mit Eröffnung der Wohnsiedlung am Orasteig wurde die Edi-Finger-Straße Realität. Der Umkehrplatz am südlichen Ende der als Sackgasse angelegten Straße bekam den Namen Cordobaplatz.

## Werk
- Fußball-WM: 82 Spanien. Mit Peter Stützer und Siegmar Heintz, Football World Championship (Hrsg.). Lauf, Cos 1982, ISBN 3-923406-03-7.
- …I wear narrisch! Mein Leben hinter den Kulissen des internationalen Sports. Unter Mitarbeit von Heinz Sichrovsky. Jugend und Volk, Wien/München 1988, ISBN 3-224-16043-8.

## Diskografie
- Edi Finger live: Fußball-WM 78. Darin auf der A-Seite Ausschnitte aus Edi Fingers Übertragungen der Spiele Österreich – Spanien und Österreich – Schweden und des legendär gewordenen Spiels Österreich – Deutschland. Polydor, Österreich 1978.[14]
- Edi Finger: F.K. Austria Memphis. Europacup 78/79. Livereportagen.[24]
- Edi Finger: Höhepunkte aus dem Wiener Stadion. Polydor, Österreich 1986.[25]